# Journiac
Journiac település Franciaországban, Dordogne megyében. Lakosainak száma 481 fő (2022. január 1.). Journiac Saint-Félix-de-Reillac-et-Mortemart, Le Bugue, Mauzens-et-Miremont, Savignac-de-Miremont, Saint-Avit-de-Vialard és Val de Louyre et Caudeau községekkel határos.

## Népesség
A település népességének változása:
| Lakosok száma | 309  | 305  | 345  | 399  | 451  | 455  | 437  | 451  | 455  | 481  |
|               | 1968 | 1982 | 1990 | 2006 | 2013 | 2015 | 2017 | 2019 | 2020 | 2022 |